# Pilgerstab

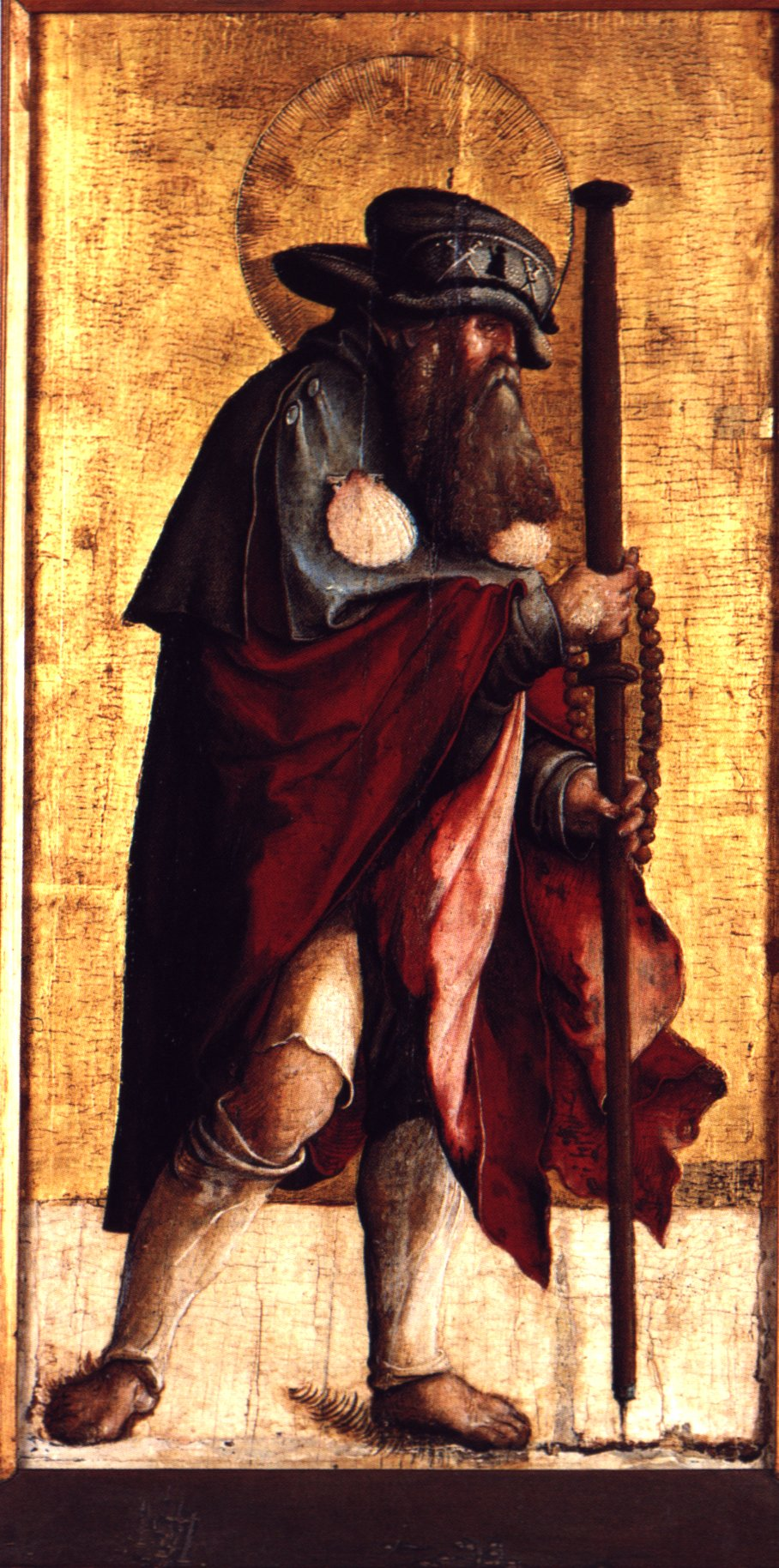
Der heilige Jakobus mit Pilgerstab

Ein Pilgerstab, im christlichen Kontext auch Jakobsstab genannt, ist ein brust- bis mannshoher Wanderstock, der häufig von Pilgern verschiedener Religionen verwendet wird. Der traditionelle Jakobsstab ist mit einer Eisenspitze und einer kugelförmigen geschnitzten oder gedrehten Verdickung am oberen Ende und einer weiteren als Handruhe dienenden Verdickung in Brusthöhe versehen.
Neben dem Pilgerhut und der Pilgertasche (und der Pilgermuschel der Jakobspilger) gilt der Stab als äußerlich sichtbares Zeichen der Pilgerschaft. Er wurde dem Pilger im Mittelalter während des Pilgersegens überreicht. Im Pilgerführer des Jakobsbuchs aus dem 12. Jahrhundert wird er als „dritter Fuß“ des Pilgers bezeichnet, der die Dreifaltigkeit symbolisieren und dem Wallfahrer (auch spirituellen) Halt geben soll. Auch von der Verwendung des Stabes als Waffe etwa gegen Straßenräuber und Hunde wird berichtet. In der Heraldik ist der Pilgerstab eine gemeine Figur.
Jakobus der Ältere, der Schutzpatron der Pilger, wird häufig mit einem Pilgerstab dargestellt. 

Pilgerstab mit Haken
Pilgerstab im Wappen: Bever/Schweiz
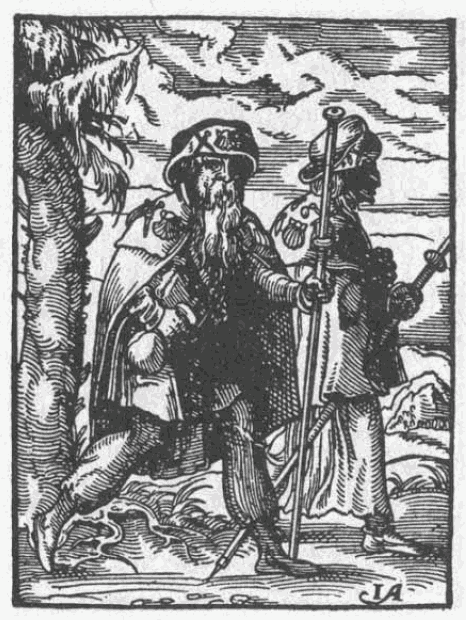
Jakobspilger. Darstellung aus dem Jahr 1568
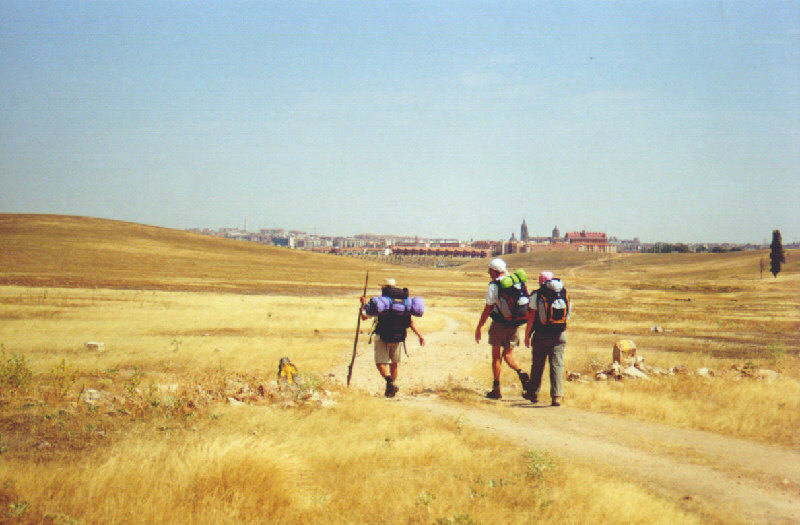
Pilger bei Salamanca
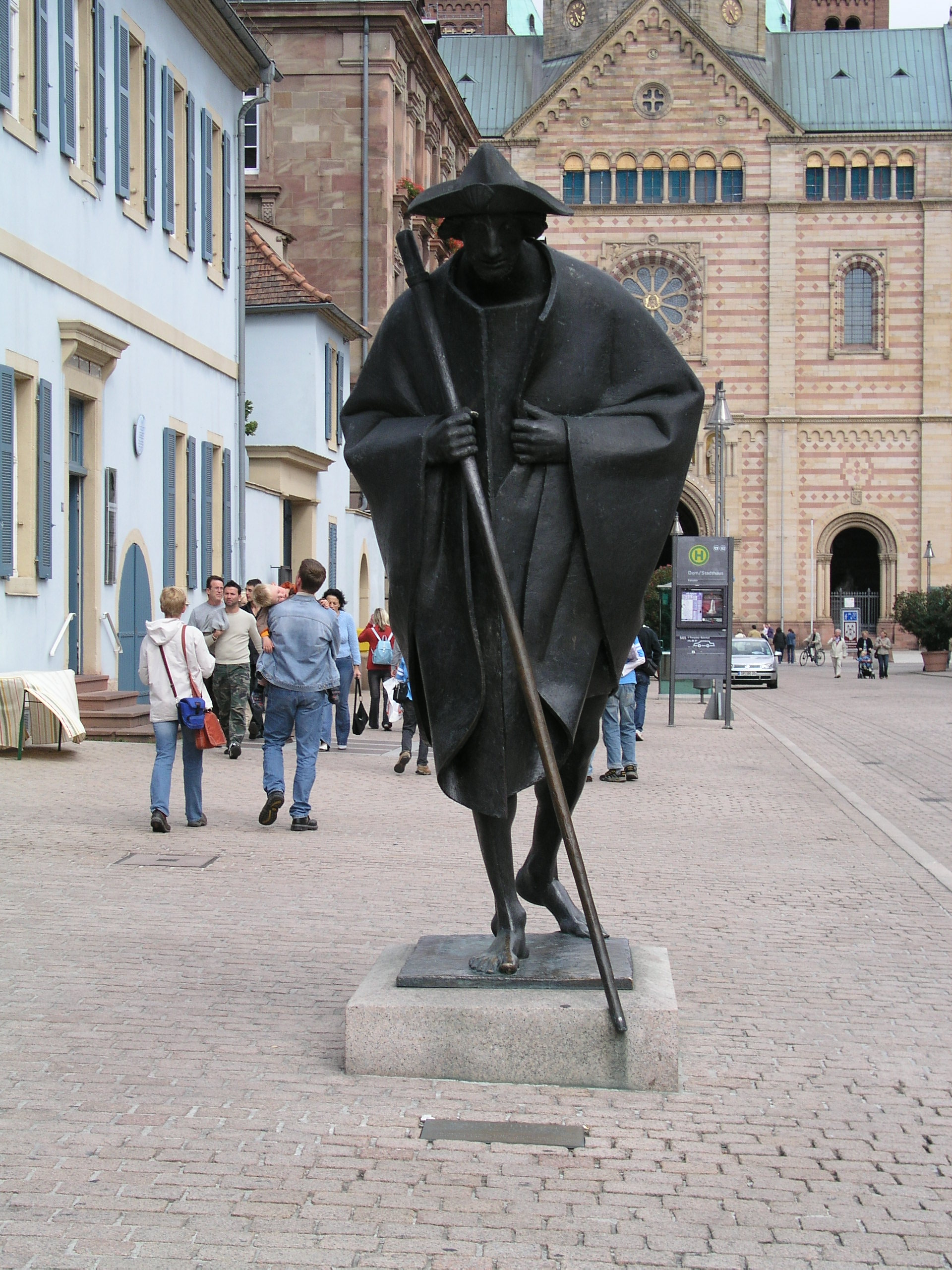
Jakobspilger des Bildhauers Martin Mayer in Speyer